# Ruth Gabriel
Ruth Sánchez Bueno (San Fernando, Cádiz, Andalucía; 10 de julio de 1975), más conocida como Ruth Gabriel, es una actriz, escritora y productora española Ha sido la protagonista de películas como Días contados, por la que ganó el Goya a Mejor Actriz Revelación 1994, año en que se creó esa categoría.  También ha hecho series como Bandolera o Amar es para siempre.

## Biografía

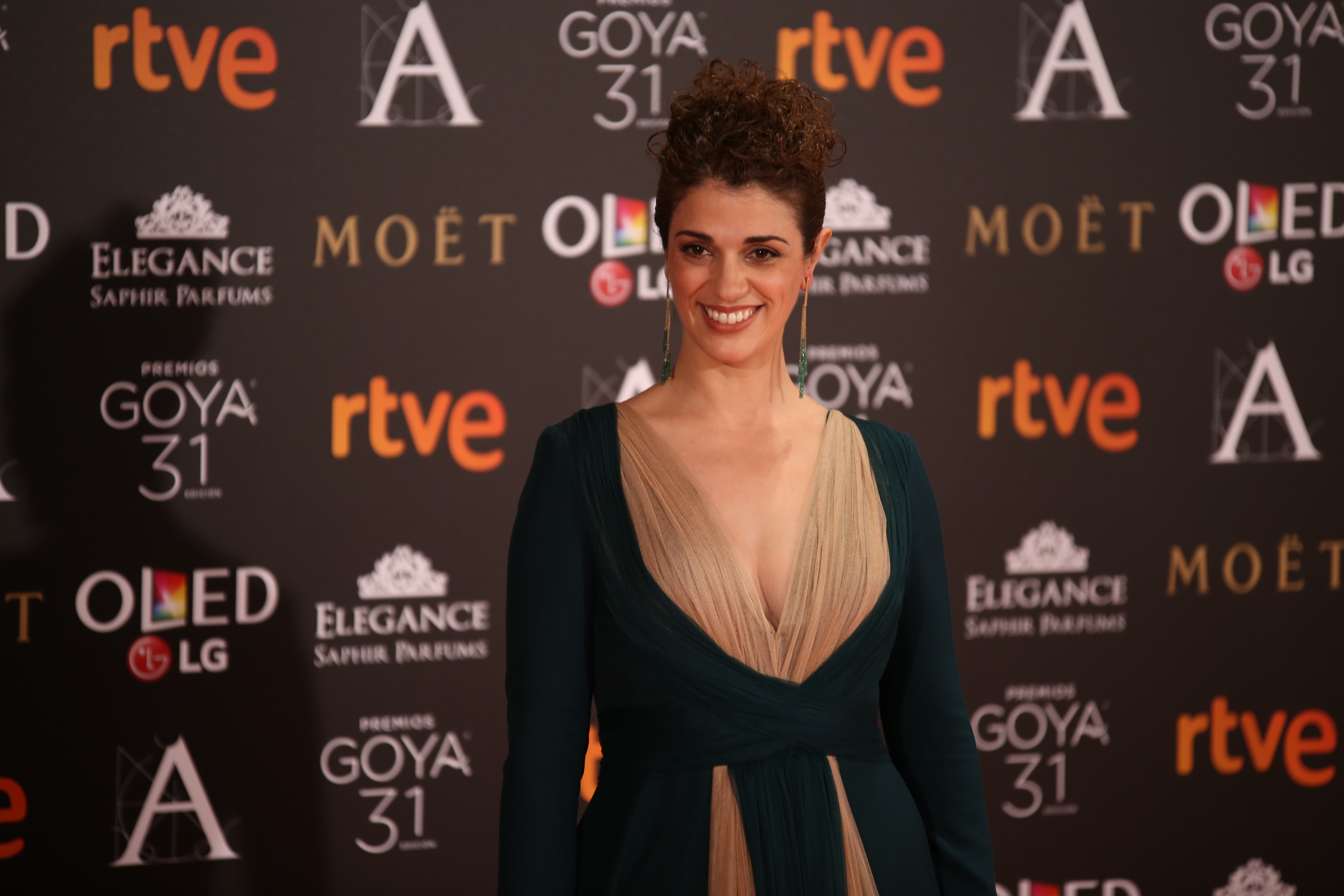
Ruth Gabriel en los Premios Goya de 2017

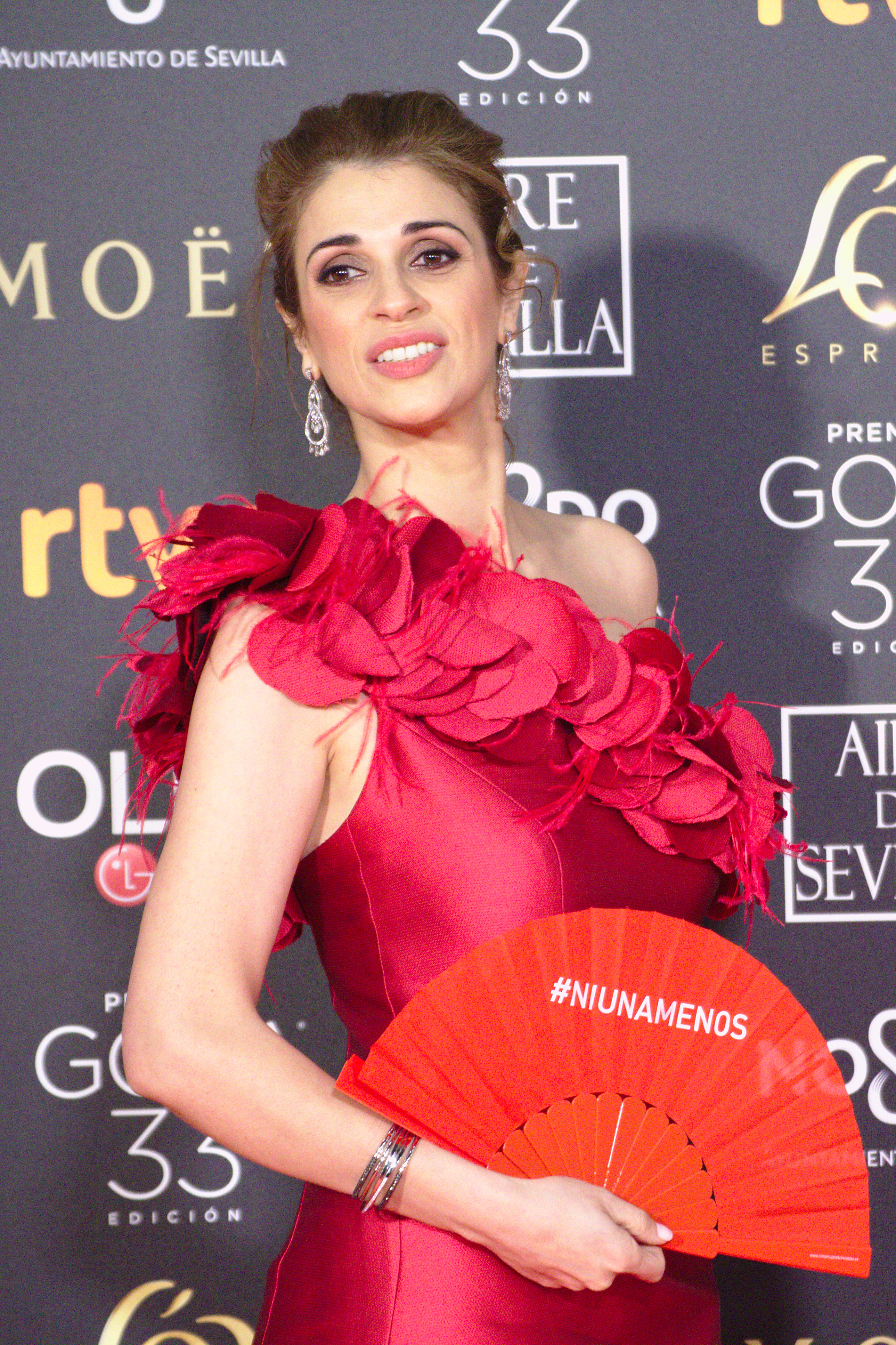
Ruth Gabriel en los Premios Goya 2019

Ruth Gabriel nació en San Fernando, Cádiz, Andalucía, pero vivió su infancia en Madrid. Su padre es el actor Ismael Sánchez Abellán y su madre la actriz y escritora Ana María Bueno de la Peña, más conocida como Ana Rosetti. La actriz Susí Sánchez es su tía.
Su primer trabajo de interpretación fue con cinco años en La cometa blanca, en  programa infantil de televisión creado por Lolo Rico. A los nueve años entró en Barrio Sésamo (en los créditos como Ruth Abellán), otro infantil en el que se mantuvo de 1984 a 1987, y que la hizo popular. 
A los catorce años, se trasladó a Estados Unidos, donde cursó estudios de interpretación. Siguió aprendiendo en Florencia, a donde su madre se había trasladado. De regreso a Madrid, amplió su formación artística con clases de baile y de esgrima, y trabajó como go-go y camarera. 
Se puso el nombre artístico Ruth Gabriel cuando participó en su primera película, Días contados (1994), de Imanol Uribe. Por su actuación en esta cinta recibió el Premio Goya a la mejor actriz revelación, y estuvo nominada en la categoría de Actriz Protagonista. Recibió el Premio Ondas 1994 Mejor Actriz, ex aequo con Candela Peña y Elvira Mínguez.
Posteriormente actuó en Señales de fuego, del portugués Luis Filipe Rocha; Gran Slalom, de Jaime Chávarri; y 99.9, de Agustí Villaronga. Ha rodado películas con, entre otros, Pilar Miró, con la que debutó en Beltenebros, Rafael Alcázar, Gerardo Herrero, Manuel Estudillo,  Belén Macías y Vicente Pérez Herrero, por cuya película Malamuerte (2009), ganó del premio a la mejor Actriz en La Mostra de Cine de Valencia.
Participó en la primera temporada de la serie Querido maestro, protagonizada por Imanol Arias y Emma Suárez, entre 1997 y 1998. También en El Comisario, desde 2008 hasta su cancelación en enero de 2009, Bandolera, Olmos y Robles, Perdóname Señor y Amar es para siempre. 
Como actriz de teatro representó Crimen y Castigo (1998), dirigida por José Carlos Plaza, Fuente Ovejuna dirigida por Emilio Hernández (2000), La Casa de Bernarda Alba (2007), dirigida por Amelia Ochandiano, Verano (2011), dirigida por Tamzin Townsend, El Gran Teatro del Mundo (2013) dirigida por Carlos Saura, y Una vida robada (2014), dirigida por Fuentes Reta. Repitió dos veces más con La Casa de Bernarda Alba, dirigida por Álvaro Morte, y en 2022, dirigida por José Carlos Plaza. 
En 2015, creó Zampa Audiovisual con la que ha participado en la producción de documentales como Jerez & el misterio del Palo Cortado (2015), El Corazón del Teatro Real (2018), Jaén: Virgen y Extra (2018) y Goya. El ojo que escucha (2022), los tres dirigidos por José Luis López Linares. También   de películas como  El último traje (2017)  de Pablo Solarz, de cortos, como La lección (2017), de Hugo Gómez, y de spots publicitarios. También imparte desde entonces talleres de comunicación pública para empresas o de forma individual. 
Como escritora publica en 1997, Afterhours y Los reflejos, un poemario que en 2003 convirtió en un espectáculo poético con música de Manuel Balboa y dirigido por el cineasta Sergio Cabrera. En 2007, ganó el Primer Premio en el Tercer Certamen de Poesía de Aljarafesa con su poema Madre agua.  
En 2024, publica Mujeres de cine. 30 actrices que dejaron huella, libro ilustrado por Vanessa Santos ‘Fraules’ y con prólogo de la directora Paula Ortiz. Con las biografías de intérpretes clásicas y referentes del cine español, nacidas entre 1900-1965. Entre ellas, Rafaela Aparicio, Gracita Morales, Lina Morgan, Pilar Bardem....

## Filmografía

### Cine
| Año  | Película                                      | Personaje         | Director                                | Género          | Duración |
| ---- | --------------------------------------------- | ----------------- | --------------------------------------- | --------------- | -------- |
| 1991 | Beltenebros                                   |                   | Pilar Miró                              | Drama/Misterio  | 1h 56 m  |
| 1994 | Días contados                                 | Charo             | Imanol Uribe                            | Thriller/Drama  | 1h 33 m  |
| 1995 | Felicidades, Tovarich                         | Adriana           | Antonio Eceiza                          | Drama           | 1h 35 m  |
| 1995 | Señales de fuego                              | Mercedes          | Luis Felipe Rocha                       | Drama romántico | 1h 41 m  |
| 1997 | A tres bandas                                 | Andrea            | Enrico Coletti                          | Drama           | 1h 56 m  |
| 1997 | 99.9                                          | Julia             | Agustí Villaronga                       | Intriga/Terror  | 1h 44 m  |
| 1998 | Doña Bárbara                                  | Marisela Barquero | Betty Kaplan                            | Drama           | 1h 45 m  |
| 2002 | Sinfín                                        |                   | Álvaro Olavarría, Alberto Ortiza        | Drama           | 20 m     |
| 2003 | Besos de gato                                 | Mara              | Rafael Alcázar                          | Drama           | 1h 22 m  |
| 2003 | Historia de Estrella                          | Loli              | Manuel Estudillo                        | Drama           | 1h 37 m  |
| 2007 | Lazos rotos                                   |                   | Miquel García Borda                     | Intriga         | 1h 30 m  |
| 2009 | Malamuerte                                    | Paula             | Vicente Pérez Herrero                   | Drama           | 1h 30 m  |
| 2010 | El discípulo                                  | María Magdalena   | Emilio Ruiz Barrachina                  | Drama           | 1h 41 m  |
| 2010 | Mami blue                                     | María             | Miguel Ángel Calvo Buttini              | Comedia         | 1h 30 m  |
| 2013 | Marsella                                      | Chus              | Belén Macías                            | Drama           | 1h 35 m  |
| 2016 | Zona hostil                                   | Brigada Alvite    | Adolfo Martínez Pérez                   | Bélico          | 1h 33 m  |
| 2016 | Hielo                                         | Ruth              | Gonçalo Galvão Teles, Luis Galvão Teles | Drama/Fantasía  | 1h 45 m  |
| 2017 | Lo cotidiano                                  | Sole              | David Lara                              | Cortometraje    | 12 m     |
| 2017 | La lección                                    | Ejecutiva         | Hugo Gómez                              | Cortometraje    | 14 m     |
| 2019 | El asesino de los caprichos                   | Alicia Márquez    | Gerardo Herrero                         | Thriller/Drama  | 1h 40 m  |
| 2019 | Beef                                          | Profesora         | Ingride Santos                          | Cortometraje    | 12 m     |
| 2020 | Salvo el crepúsculo                           | Aurora            | Mario Hernández                         | Cortometraje    | 20 m     |
| 2021 | Imposible decirte adiós                       | Lidia             | Yolanda Centeno                         | Cortometraje    | 16 m     |
| 2021 | Los ojos de Érebo                             | Elena             | Javier Barbero Montes                   | Cortometraje    | 17 m     |
| 2022 | Tin & Tina                                    | Madre de Pedrito  | Rubin Stein                             | Thriller/Drama  | 12 m     |
| 2023 | M.A.D.R.E.S.                                  | Estela            | Rubén Pascual Tardío                    | Drama           |          |
| 2023 | Si todas las puertas se cierran               | María Cristina    | Antonio Cuadri                          | Drama           |          |
| 2023 | Soc vertical pero m'agradaria ser horitzontal | Belén             | María Antón Cabot                       | Mediometraje    | 40 m     |
| 2023 | El hombre del saco                            |                   | Ángel Gómez Hernández                   | Terror          |          |

### Televisión
| Año       | Serie                | Personaje         | Cadena          | Notas                                       |
| 1982-1983 | La cometa blanca     | Ruth Abellán      | La 1            |                                             |
| 1983-1988 | Barrio Sésamo        | Ruth Abellán      | La 1            |                                             |
| 1987      | Cómicos              | Varios personajes | La 1            | 1 programa: Enrique Camoiras                |
| 1997      | Nostromo             | Antonia Avellanos | La 2            | 4 episodios                                 |
| 1997      | Querido maestro      | Tere              | Telecinco       | 13 episodios                                |
| 2000      | Antivicio            |                   | Antena 3        | 1 episodio: El encanto de Oriente           |
| 2003      | La Mari              | Reme              | Canal Sur y TV3 | Miniserie, 2 episodios                      |
| 2003      | Historia de Estrella | Loli              | Antena 3        | TV movie, Dir. Manuel Estudillo             |
| 2007      | 7 vidas              | Virginia          | Telecinco       | 1 episodio: Marica tú                       |
| 2008-2009 | El comisario         | Federica Villalta | Telecinco       | 16 episodios                                |
| 2011      | Bandolera            | Flor Sánchez      | Antena 3        | 210 episodios                               |
| 2015      | Olmos y Robles       |                   | La 1            | 1 episodio: La venganza de Emiliano Pozuelo |
| 2017      | Sé quién eres        |                   | Telecinco       | 1 episodio: Matar al padre                  |
| 2017      | Centro médico        | Paloma            | La 1            | 2 episodios                                 |
| 2017      | Perdóname, Señor     | Paca              | Telecinco       | 1 episodio: Espuma de mar                   |
| 2018      | El Continental       | Maribel           | La 1            | 1 episodio: Y ¿por qué?... Por todo         |
| 2021      | Amar es para siempre | María Cabanilles  | Antena 3        | 23 episodios                                |

### Teatro
- Crimen y Castigo (1998), de Fiódor Dostoyevski.
- Fuente Ovejuna (2000), de Lope de Vega.
- La casa de Bernarda Alba (2006), de Federico García Lorca.
- Verano (2012), de Jorge Roelas.[11][12]
- Una vida robada (2013-2014), de Antonio Muñoz de Mesa. [13]
- El Gran Teatro del Mundo (2013), de Calderón de la Barca.
- Linda Vista (2019), de Tracy Letts.
- La Casa de Bernarda Alba  (2022) [14]

## Libros publicados
- 1997: Afterhours y Los reflejos. Poemario. Editorial Llama de Amor.
- 2024: Mujeres de cine. 30 actrices que dejaron huella. Libros de las Malas Compañías. ISBN 8412756568.